# アクターズ・スタジオ

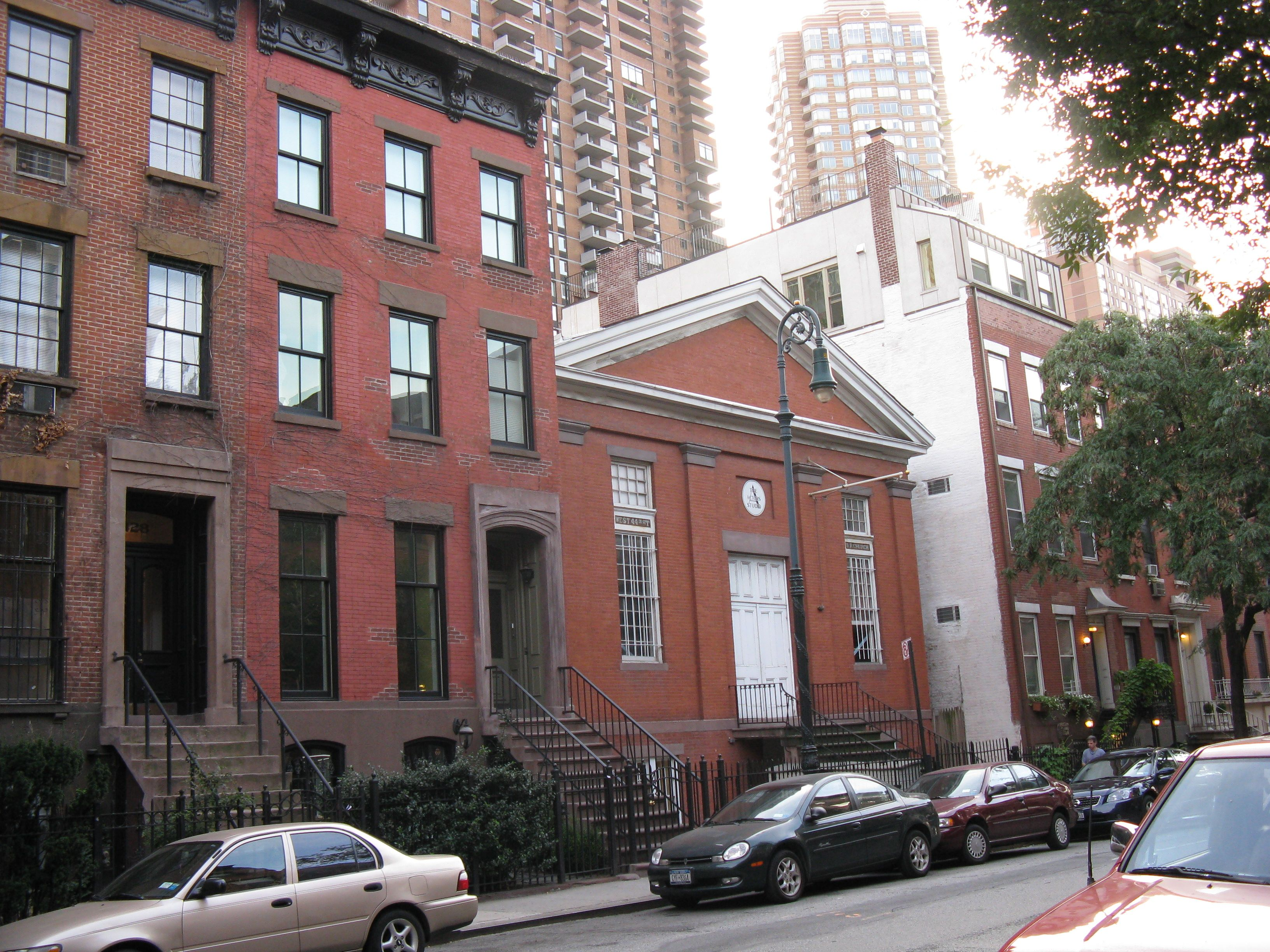
アクターズ・スタジオ

アクターズ・スタジオ (英語: The Actors Studio) は、アメリカ合衆国の俳優養成所である。

## 概要
1947年にニューヨークの劇団「グループ・シアター」の同窓生だったエリア・カザン、チェリル・クロフォード、ロバート・ルイスによってマンハッタン西44丁目（ヘルズ・キッチン地区）に創設された。その後リー・ストラスバーグも参加し、1949年に芸術監督、1952年に運営責任者となった。
「グループ・シアター」では俳優の育成方法として、モスクワ芸術座の演出家、コンスタンチン・スタニスラフスキーが構築した演技理論「スタニスラフスキー・システム」を採用しており、この育成方法を基に独自の「メソッド演技法」を確立した。その特色は、役作りの上で演技者の実生活での体験や、役の人物の内面心理を重視する点にある。アクターズ・スタジオへの入学は非常に難しいものであった。「メソッド」を習得した出身者達の自然体でリアリティのある演技はハリウッドに新風を吹き込み、アクターズ・スタジオの名声は、より高いものとなった。アクターズ・スタジオは、俳優のみならず著名な作家や劇作家などを多数輩出している。
現在は、アル・パチーノとエレン・バースティン、ハーヴェイ・カイテルが共同で学長を務め、「アクターズ・スタジオ・インタビュー」のインタビュアーのジェームズ・リプトンが副学長を務めていた。

## 主な出身者
| - アル・パチーノ - アレン・ガーフィールド - アン・バンクロフト - アンジェリーナ・ジョリー - ウォルター・マッソー - エレン・バースティン - クリストファー・ウォーケン - クレア・デインズ - ケヴィン・スペイシー - サリー・フィールド - ジーン・ハックマン - ジェームズ・ディーン - ジェーン・フォンダ - シェリー・ウィンターズ - ジャック・ニコルソン - ジュリア・ロバーツ - ジョアン・ウッドワード - ジョン・ヴォイト - ショーン・ペン | - スティーブ・マックイーン - ゼンヒラノ - ダスティン・ホフマン - デニス・ホッパー - テネシー・ウィリアムズ - ドリュー・バリモア - ノーマン・メイラー - ハーヴェイ・カイテル - ヒュー・グラント - ベッド・ミドラー - ベン・キングスレー - ブラッドリー・クーパー - ポール・ニューマン - マーティン・ランドー - マーロン・ブランド - マリリン・モンロー - ミッキー・ローク - メリル・ストリープ - ロバート・デ・ニーロ - ロバート・デュヴァル - ロビン・ウィリアムズ |